# Forsiția
Forsiția este numele dat mai multor plante din genul Forsythia, familia Oleaceae. Genul cuprinde circa 11 specii, majoritatea native Asiei de est, una fiind nativă Europei de sud-est. Genul a fost denumit în acest fel în onoarea lui William Forsyth.
Planta este un arbust deciduu, cu o înălțime de 3 m și, mai rar, până la 6 m, cu scoarță de culoare maro spre negru. Frunzele sunt opuse, de obicei simple, dar uneori trifoliate, cu o pereche de frunzulițe bazale, și variază ca lungime între 10 și 15 cm. Florile apar primăvara devreme, înaintea frunzelor, fiind colorate cu un galben intens. Corola este formată din patru petale care se unesc la bază. Fructul este o capsulă uscată, conținând câteva semințe cu aripi.
Specii
- Forsythia europaea Degen & Bald. în Balcani, în Albania și Kosovo.
- Forsythia giraldiana Lingelsh. China de nord-est.
- Forsythia japonica Makino. Japonia.
- Forsythia likiangensis Ching & Feng ex P.Y.Bai. China de sud-vest.
- Forsythia mandschurica Uyeki. China de nord-est.
- Forsythia mira M.C.Chang. China de nord și centrală.
- Forsythia nakaii (Uyeki) T.B.Lee. Coreea.
- Forsythia ovata Nakai. Corea.
- Forsythia suspensa (Thunb.) Vahl. China de est și centrală.
- Forsythia togashii H.Hara. Japonia (Shōdoshima).
- Forsythia viridissima Lindley. China de est.

Surse:
Această plantă are rol de hrană vegetală pentru unele larve de fluturi, precum Naenia typica și Euproctis chrysorrhoea.
F. suspensa (chineză: 连翘; pinyin: liánqiào) este considerată una din cele 50 de ierburi fundamentale în medicina naturistă chinezească. Bețe de forsiția sunt folosite drept arcuș la un instrument cu coarde corean numit ajaeng.

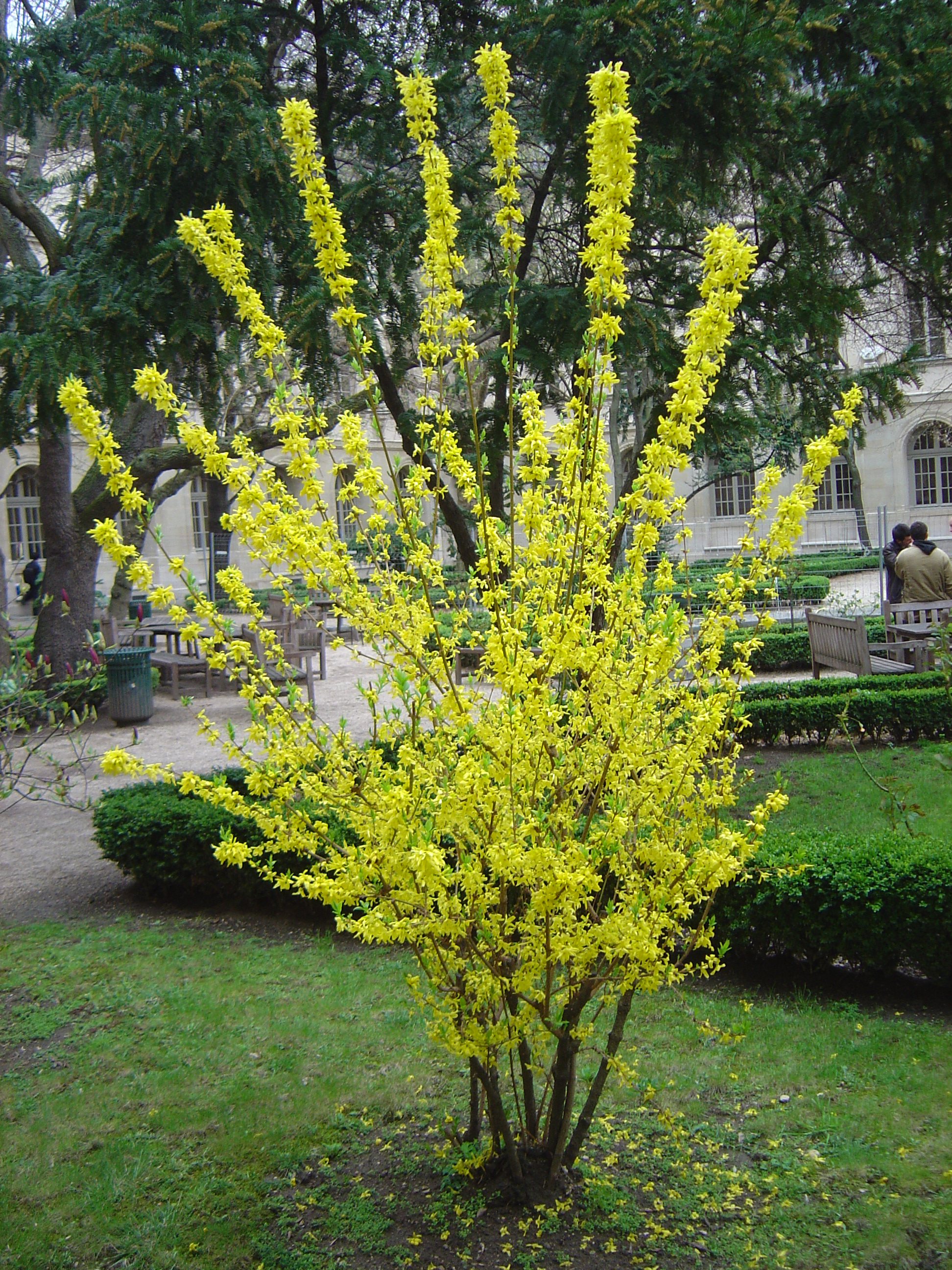
Un arbust forsiţia
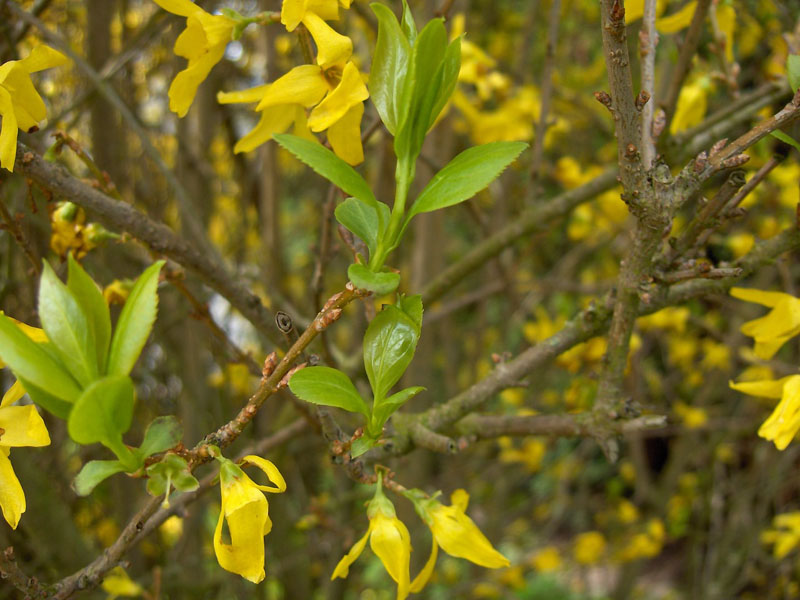
Flori şi frunze tinere de Forsythia × intermedia
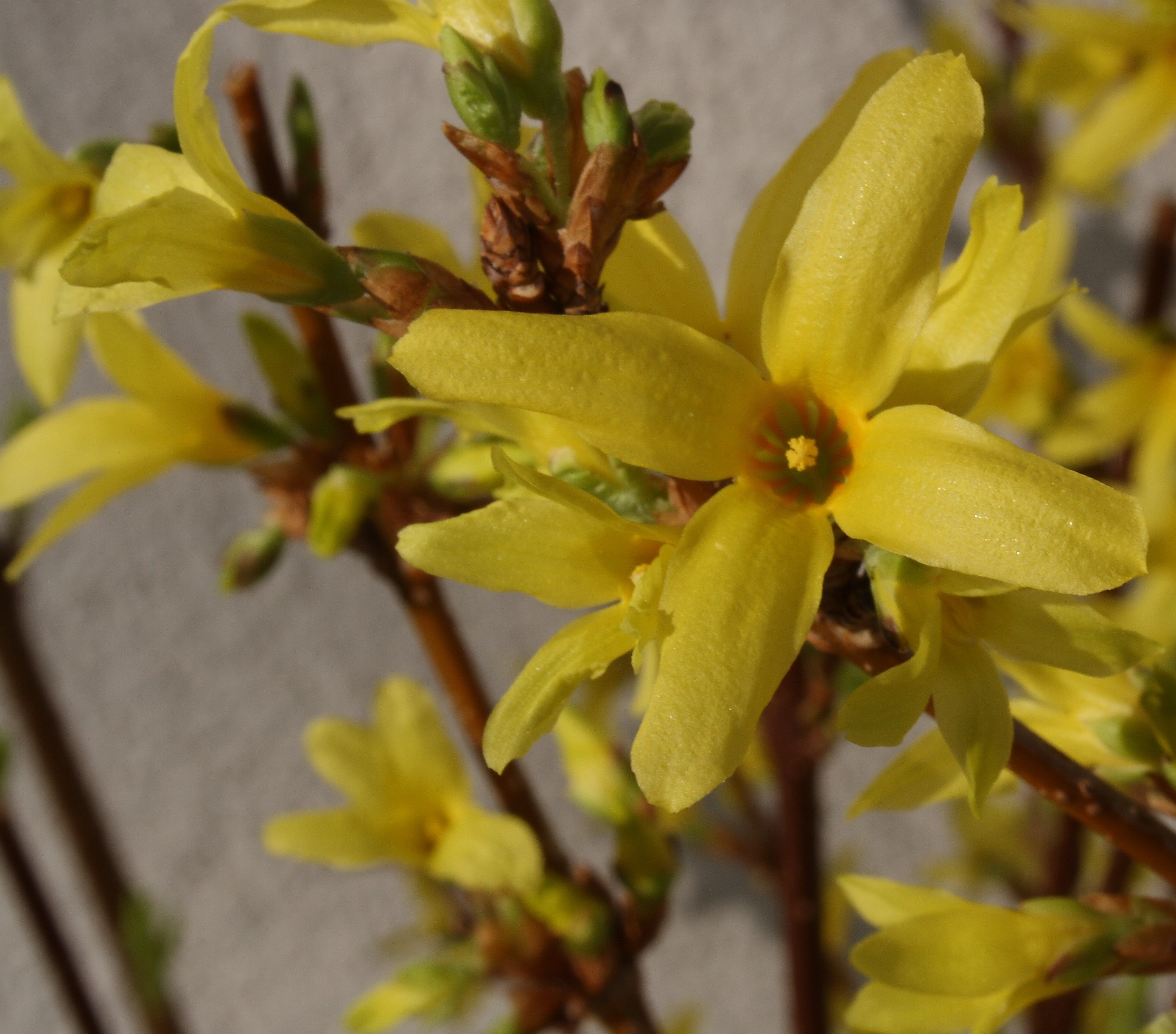
Floare de forsiţia
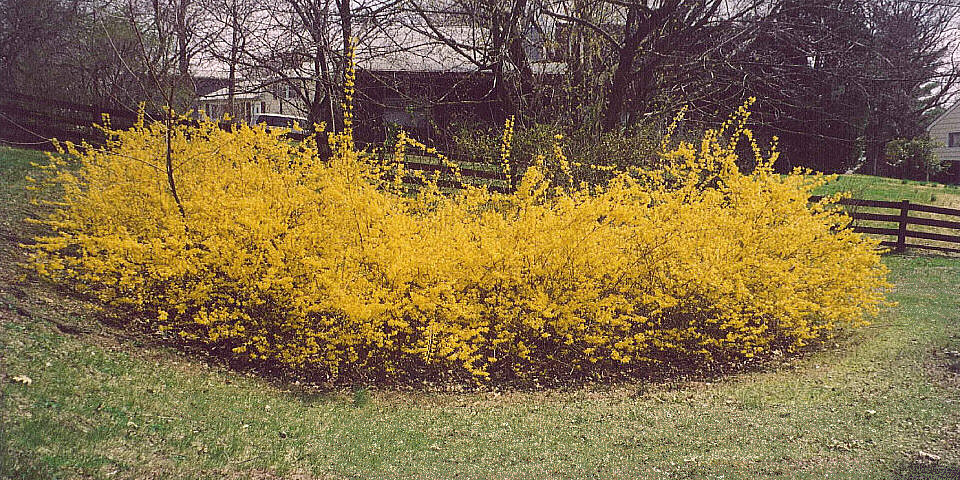
Forsiţia în vârstă de 50 de ani